# Budoni
Budoni (sardisk: Budùne, Budùni) er en by og en kommune (comune) i provinsen Sassari i regionen Sardinien i Italien. Byen ligger i 16 meters højde og har 5.148 indbyggere (2016). Kommunen har et areal på 54,28 km² og grænser til kommunerne Posada, San Teodoro og Torpè.